# Ernie Powell
Ernie Powell (* 29. Dezember 1912 in Newark, New Jersey; † unbekannt) war ein US-amerikanischer Jazz-Musiker (Tenor- und Altsaxophon, auch Klarinette).

## Leben und Wirken
Powell, der ein Bewunderer von Coleman Hawkins und Benny Carter war, mit denen er 1939/40 auch aufnahm, spielte außerdem mit Al Jenkins, Hot Lips Page, Eddie Heywood und 1947 noch bei Sy Oliver. Im Bereich des Jazz war er zwischen 1938 und 1947 an 22 Aufnahmesessions beteiligt, außer dem Genannten mit den The Andrews Sisters, Billie Holiday (God Blessed the Child, 1941), Jerry Kruger (Summertime, 1939) und dem Teddy Wilson Orchestra.